# Eslam Ramadan
Pour les articles homonymes, voir Islam Ramadan (cyclisme) et Ramadan (homonymie).
Eslam Ramadan dit Milo est un footballeur égyptien né le 1er novembre 1990. Il joue au poste d'arrière gauche dans le club d'Haras El-Hedood en première ligue égyptienne.

## Biographie
En 2012, Arsenal Football Club  , Benfica Lisbonne , le Sporting Clube de Portugal et l'Olympique lyonnais montre leur intérêt pour le joueur égyptien et attendent de voir comment il évoluera durant les Jeux olympiques d'été de 2012. Il dispute lors de cette compétition quatre rencontres.